# Bubcsó Norbert
Bubcsó Norbert (Budapest, 1972. szeptember 24. –) labdarúgó, középpályás, edző.

## Pályafutása

### Játékosként
A Ferencvárosban 1991. december 4-én mutatkozott be egy nemzetközi barátságos mérkőzésen csereként a horvát HASK ellen. Első élvonalbeli mérkőzése 1993. június 19-én volt a Nyíregyháza ellen, ahol csapat idegenben 2–1-es győzelmet aratott. A Fradiban 13 mérkőzésen lépett pályára (4 bajnoki, 6 nemzetközi és 3 hazai díjmérkőzés). Tagja volt az 1995–96-os bajnokcsapatnak. 1995 és 1997 között a Csepel játékosa volt, ahol 45 NB I-es mérkőzésen öt gólt szerzett.

### Edzőként
2012 tavaszán a Ferencváros női csapatának vezetőedzője volt. 2012 nyarán az FTC megvonta a névhasználati jogot a Belvárosi NLC-tól, így ősztől a BNLC edzője lett, amit év végéig látott el.

## Sikerei, díjai
- Magyar bajnokság
  - bajnok: 1994–95
  - 3.: 1992–93
- Magyar kupa
  - győztes: 1994
- Magyar szuperkupa
  - győztes: 1993, 1994, 1995